# Endless Computers
Endless Mobile, Inc. est une société américaine de technologie de l'information qui développe le système d'exploitation basé sur Linux Endless OS et le matériel de plate-forme de référence pour celui-ci. La société a été fondée en 2011 et est basée à San Francisco, en Californie, aux États-Unis, avec un bureau supplémentaire à Rio de Janeiro, au Brésil.

## Histoire
Endless a été fondée en mai 2012 à San Francisco, en Californie, par Matthew Dalio et Marcelo Sampaio. Au cours des trois premières années, l'entreprise s'est concentrée sur la conception par le biais de recherches sur le terrain à Rocinha, la plus grande favela de Rio de Janeiro, au Brésil, ainsi qu'au Guatemala et en Inde.
En avril 2015, l'entreprise est lancée auprès du grand public grâce à une campagne sur la plateforme de financement participatif Kickstarter. Il a levé 176 538 $ avec 1 041 contributeurs en moins de 30 jours.
En novembre 2015, Endless a commencé à vendre des ordinateurs dans les magasins Claro au Guatemala. Avant cela, le produit était vendu dans ses propres kiosques. Janvier 2016 a marqué le lancement d'Endless Mini, un PC sphérique blanc de la taille d'un pamplemousse, coûtant 79 $ et 99 $.
Le 1er avril 2020, Endless est devenu une organisation à but non lucratif, Endless OS Foundation.

## Produit

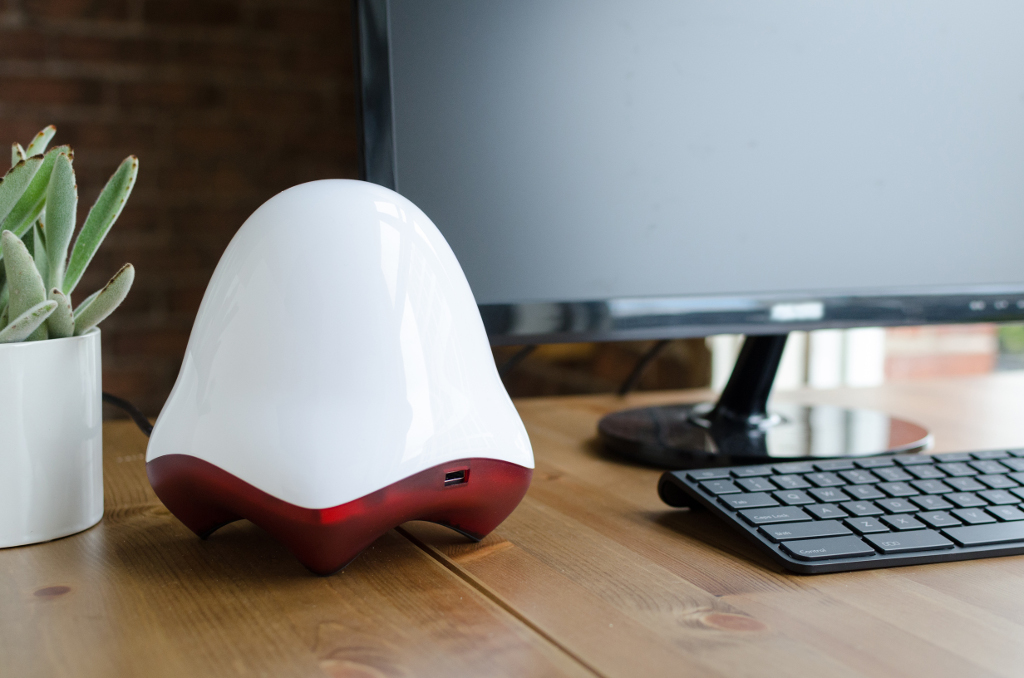
Endless computer

### Matériel
Selon les spécifications trouvées dans leur magasin, il y aura plusieurs modèles basés soit sur un processeur Intel Celeron N2807 ( Mission et Endless ), soit sur un processeur quad-cu AMLogic S805 Cortex A5 ARM ( Mission Mini et Endless Mini ).

### Logiciel
Endless OS est une distribution dérivée de Debian,,,. Il est construit sur le noyau Linux et d'autres technologies open source ( Chromium, GNOME, GRUB, GTK+, PulseAudio, systemd, X.Org et bien d'autres). 
Contrairement à la plupart des distributions Linux, il utilise un système de fichiers racine en lecture seule géré par OSTree et Flatpak pour la livraison et la mise à jour des applications. L'interface utilisateur est basée sur un environnement de bureau GNOME hautement modifié. Endless Computers publie ses composants et forks FOSS sur GitHub. Ils soumettent plusieurs de leurs correctifs en amont.
La première version publique était Endless OS 2.1.0 en juillet 2014. Endless OS 3.3.6 est sorti à la mi-décembre 2017. La dernière version d'Endless OS est la 4.0.3, qui a été publiée le 4 février 2022.

## Réception
Endless Mini a reçu le prix CES Editors 'Choice au CES 2016 à Las Vegas, Nevada, selon Reviewed.com.
Endless Mini a été sélectionné par TechSpot comme l'un des meilleurs appareils présentés au Mobile World Congress 2016.

## Commentaires
PC World a déclaré que l'ordinateur Endless peut être utile pour les zones où l'accès à Internet est limité car il est préinstallé avec de nombreux logiciels et contenus utiles, mais pour les utilisateurs qui ont un accès facile à Internet, il existe des alternatives nettement plus puissantes ou moins chères.